# Wimbledon Championships 1877

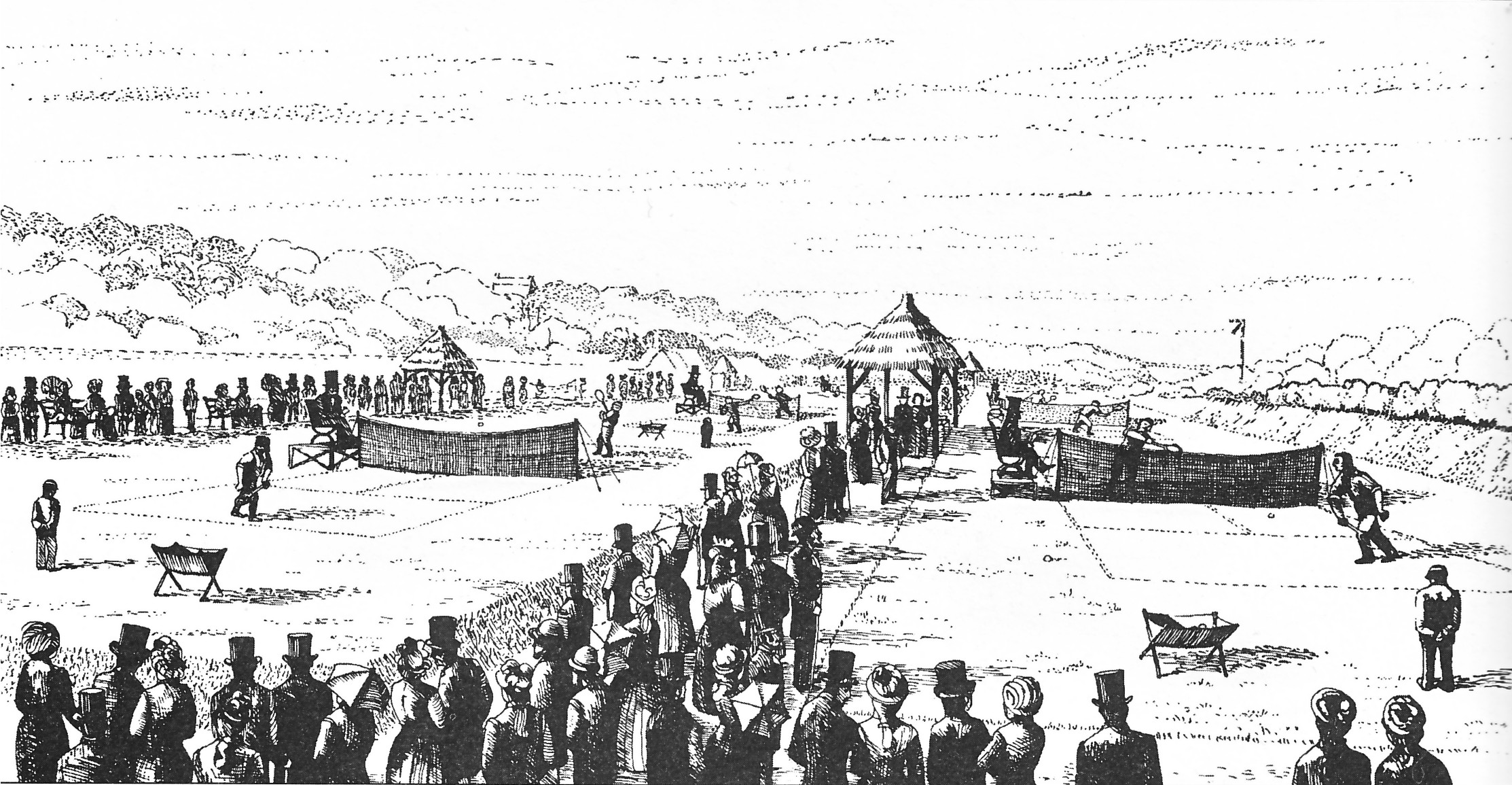
Kupferstich der Wimbledon Championships 1877

Die ersten Wimbledon Championships wurden vom 9. bis 16. Juli 1877 auf dem damaligen Gelände des All England Lawn Tennis and Croquet Club an der Worple Road in London ausgetragen. Beim ausschließlich als Herreneinzel organisierten Turnier meldeten sich 22 Teilnehmer, hauptsächlich Real-Tennis-Spieler, an, die ein Nenngeld von jeweils einer Guinee zahlen mussten. Das Preisgeld für die Sieger betrug 12 Guinees und einen von der Zeitschrift The Field gestifteten Silberpokal im Wert von 25 Guinees. Die Zweit- und Drittplatzierten erhielten Preise im Wert von sieben und drei Guinees.

## Vorgeschichte
Der All England Club wurde 1868 als Croquetverein gegründet. 1869 mietete der Verein zu diesem Zweck eine Wiese an der Worple Road zum Preis von 50 Pfund im ersten, 75 Pfund im nächsten und 100 Pfund ab dem dritten Jahr an. Das Gelände befand sich damals in einer landwirtschaftlich genutzten Gegend; so wurde 1870 der Besitzer eines benachbarten Grundstücks angewiesen, einen Zaun zu errichten, so dass sein Vieh nicht auch auf dem Croquetfeld weiden konnte. Es wurde darüber hinaus ein Gärtner angestellt, der sich um die Pflege der Wiese kümmern sollte.
Im Februar 1875 wurde in einer Vereinssitzung auf Anregung des Präsidenten Henry Jones beschlossen, ein erstes Spielfeld für Lawn Tennis und Badminton auf dem Areal zu errichten, dem ein Jahr später vier weitere Tennisplätze folgten. Im April 1877 nahm der Verein Lawn Tennis in seinen Namen auf, und es wurde ein erstes Turnier für Juli desselben Jahres vorbereitet. Im Vorfeld des Turniers wurde von einem Regelkomitee, bestehend aus Julian Marshall, Henry Jones und Charles Gilbert Heathcote, die Tennisregeln festgelegt. Mit den Einnahmen aus dem Turnier sollte angeblich eine defekte Rasenwalze für das Croquetspiel repariert werden.
Die erste öffentliche Ankündigung des Turniers erschien am 9. Juni 1877 in der Sportzeitschrift The Field und war vor allem an Spieler gerichtet:

“The All England Croquet and Lawn Tennis Club, Wimbledon, propose to hold a lawn tennis meeting, open to all amateurs, on Monday, July 9th and following days. Entrance fee, £1 1s 0d. Two prices will be given – one gold champion prize to the winner, one silver to the second player.”

Kurz vor Beginn des Turniers wurde am 6. Juli in der Zeitung The Times eine erneute Ankündigung abgedruckt:

„Next week at the All England Croquet and Lawn Tennis Club Ground a Lawn Tennis Championship Meeting will be held. The ground is situated close to the Wimbledon Station on the South Western Railway, and is sufficiently large for the errection of 30 "courts". On each day the competition will begin at 3.30, the first ties, of course, beginning on Monday. The Hon. Sec. of the meeting will officiate as referee. The entries are numerous.“

Entgegen der Ankündigung bot das Gelände an der Worple Road allerdings nur Platz für 12 Tennisfelder. Beim Turnier in diesem Jahr wurden wahrscheinlich rund fünf Felder errichtet.
Das Turnier war eigentlich nur für vier Tage angesetzt. Insbesondere wurde das Gelände am folgenden Freitag und Samstag für ein Croquetspiel zwischen den Mannschaften des Eton College und der Harrow School benötigt.

## Regeln
Das vom „Erfinder“ des Tennis, Walter Clopton Wingfield, vorgesehene, und 1875 in einer ersten Überarbeitung der Regeln durch den Marylebone Cricket Club übernommene, stundenglasförmige Feld wurde verworfen, und stattdessen ein rechtwinkliges (Einzel-)Feld der (heute noch üblichen) Größe von 27 mal 78 Fuß eingeführt. Die Aufschlaglinie befand sich 26 Fuß vom Netz entfernt. Die Höhe des Netzes wurde an den Pfosten auf 5 Fuß (etwa 1,5 m), und in der Mitte auf 3 Fuß (0,91 m) festgelegt. Die Bälle mussten einen Durchmesser von 2 1/4 bis 2 5/8 Inch (ca. 5,7–6,7 cm) besitzen und 1 1/4 bis 1 1/2 Unzen (etwa 35–42 g) schwer sein. Falls der Ball beim Aufschlag ins Netz ging oder nicht im Aufschlagfeld aufkam, durfte der Spieler den Aufschlag einmal wiederholen. Der Aufschläger musste sich mit einem Fuß hinter der Grundlinie befinden. Im Gegensatz zu den 1875 aufgestellten Regeln, bei denen ein Spiel bis 15 Punkte ging und bei einem Stand von 14:14 auf zwei Punkte Unterschied gespielt wurde, übernahm man nun die Zählweise aus dem Real Tennis (die der heutigen Zählweise im Tennis entspricht) komplett.
Es wurde auf drei Gewinnsätze gespielt. Ein Satz war gewonnen, sobald ein Spieler sechs Spiele für sich entscheiden konnte. Nur im Finale sollte ab einem Stand von 5:5 in einem Satz auf zwei Spiele Unterschied gespielt werden, was aber in diesem Jahr nicht vorkam.

## Herreneinzel
Am Samstag, den 7. Juli, fand die Auslosung der Spieler statt. William Cecil Marshall erhielt noch im Halbfinale ein Freilos. Das noch heute verwendete System, nach dem alle Freilose auf die erste Runde eines Turniers aufgeteilt werden, wurde erst 1885 eingeführt.
Am folgenden Montag wurden unter der Aufsicht des Schiedsrichters Henry Jones bei gutem Wetter die zehn Spiele der ersten Runde abgehalten. Am Dienstag folgten die Spiele des Achtelfinales, einen Tag später wurde das Viertelfinale abgehalten. Am Donnerstag verschlechterte sich jedoch das Wetter, so dass nur die Halbfinals gespielt werden konnten. Das Finale wurde wegen des in den darauf folgenden Tagen anstehenden Croquetspiel für Montag, den 16. Juli, angesetzt. Da es jedoch auch an diesem Tag regnete, verschob man das Finale erneut um drei Tage.
Am Donnerstag, den 19. Juli, verfolgten schließlich etwa 200 Zuschauer bei einem Eintrittsgeld von einem Schilling das Finale zwischen Spencer Gore und William Cecil Marshall. Gore setzte sich gegen Marshall mit 6:1, 6:2 und 6:4 durch.